# Phare de Robinson Point

Le phare de Robinson Point est un phare actif situé sur une caye de la côte du District de Belize au Belize.
Le phare est exploité et entretenu par l'autorité portuaire de Belize.

## Histoire
Robinson Point (ceb) est situé à l'extrémité ouest des Horseshow Cayes, à environ 16 km au sud du port de Belize City].

## Description
Ce phare est une tour métallique pyramidale à claire-voie, avec une galerie et une lanterne de 12 m de haut. La tour est peinte en blanc. Il émet, à une hauteur focale d'environ 12 m, un éclat blanc au clignotement rapide. Sa portée n'est pas connue
Identifiant : ARLHS : BLZ-008 - Amirauté : J5950 - NGA : 110-16340 .

### Lien connexe
- Liste des phares du Belize